# Оркестр волынщиков Москвы
Оркестр волынщиков Москвы (англ. Moscow & District Pipe Band) — первый профессиональный оркестр шотландских волынок и барабанов в России, основан художественным руководителем Артемием Воробьёвым в 2004 году, за годы своего существования коллектив стал участником многих международных фестивалей, в их числе фестиваль военных духовных оркестров «Кремлёвская зоря», «Спасская башня», 33-й Московский Международный Кинофестиваль и «Славянский базар» (Белоруссия). В состав оркестра входят 12 музыкантов: 6 волынок и 6 барабанов. Программу выступлений составляют марши и танцевальные мелодии Шотландии, переложения русской народной и современной музыки для волынки, а также аранжировки произведений классической музыки.

## История оркестра
Первый состав оркестра был сформирован в августе 2004 года мультиинструменталистом Артемием Воробьёвым. Поводом к созданию коллектива послужило знакомство Воробьёва с шотландскими музыкантами Nairn Pipe Band из города Нэрн. Будущий pipe major Воробьёв, специализирующийся на шотландской волынке, а также традиционных духовых инструментах народов мира (болгарская гайда, армянский дудук, бамбуковая флейта ди, курский рожок, окарина и др.), собрал группу из 8 человек. Позднее оркестр расширил состав до 12 музыкантов.
2005 год был ознаменован участием оркестра в главных этно-музыкальных фестивалях Москвы и Московской области. Вплоть до 2007 года коллектив занимался созданием репертуара, активной работой по организации постановок и театрализованных шоу, в том числе совместно со школой шотландского танца Shady Glen и клубом исторической реконструкции «Серебряный волк». Оркестр стал набирать популярность, принимать участие в корпоративных мероприятиях (в том числе в Кубке России по конному поло в 2007 году, на премьере художественного фильма «Антидурь», на церемонии открытия экспозиции «Мастера. Техника и искусство русского строителя XV—XIX веков» в музее-заповеднике «Коломенское», на презентации автомобилей Land Rover).
В дальнейшем от руководства Центрального оркестра Министерства обороны РФ поступило предложение о создании совместных музыкальных программ. Благодаря взаимовыгодному сотрудничеству Оркестр волынщиков Москвы принял участие в торжественном вечере, посвященном 175-й годовщине Академии Генерального штаба Вооруженных сил РФ, церемонии награждения Фонда Андрея Первозванного в Государственном Кремлёвском дворце, а также торжественном праздновании 245-й годовщины Генерального штаба Вооружённых сил РФ.
В сентябре 2007 года Оркестр волынщиков Москвы принял участие в городских программах в рамках международного фестиваля военных духовых оркестров «Кремлёвская Зоря», а с 2009 года оркестр является постоянным участником международного фестиваля «Спасская башня». В том же году состоялся Первый Московский международный фестиваль волынщиков Russian Bagpipe Forum, музыкальным продюсером которого выступил Артемий Воробьёв, а также фестиваль «Ода миру», в рамках которого коллектив Воробьёва совместно с Оркестром волынщиков Великобритании исполнил композицию «Amazing Grace».
Оркестр волынщиков Москвы сотрудничает с этно-поп-певицей Варварой, военным оркестром Вооружённых сил РФ, занимается благотворительностью (коллектив давал концерты в НИИ детской онкологии имени Н. Н. Блохина, а также в Российской детской клинической больнице).
В 2018 году Оркестр волынщиков Москвы выступил в 1/8 финала Высшей лиги КВН в музыкальном фристайле сборной Великобритании.

## Творчество
Помимо традиционной этнической и военной музыки, Оркестр волынщиков Москвы исполняет и современные мелодии в переложении для волынок. В репертуаре оркестра присутствуют такие композиции, как «We Will Rock You» группы Queen, «Я сошла с ума» группы Тату и другие.
Кроме того, музыканты исполняют композиции с русским национальным колоритом, в том числе такие известные народные песни, как «По Дону гуляет», «Из-за острова на стрежень», «Светит месяц» и «Камаринская». В 2011 году оркестр записал «древнерусский сет» — произведение крупной формы, собранное из фольклорных песен западных областей России.
Кроме непосредственно музыкальной составляющей, Оркестр волынщиков Москвы привносит в свои выступления элементы шоу. Чаще всего выступление открывается маршевым дефиле и движением через зрительный зал или площадку, которое завершается построением оркестра волынщиков в фигуру. В зависимости от площадки, фигуры могут быть различными: ряд, два ряда, «шахматная доска», «кольцо», «чертополох» или «полумесяц».

## Презентация нового альбома
Презентация новой пластинки коллектива с рабочим названием «ОВМ 10 лет выдержки» намечена на 24 октября 2014 года в клубе Алексея Козлова. Первооткрыватели экспериментальной для России пайп-музыки составили внушительный трек-лист, в который войдут как авторские композиции коллектива, так и всему миру известные хиты русской классики: «Из-за острова на стрежень», «По Дону гуляет», «Камаринская» и другие. Широкий репертуар коллектива будет также представлен западными композициями «Thunderstruck» группы AC/DC, «Final Countdown» группы Europe, «I Was Made For Lovin’ You» Kiss и другими треками.
Шотландские боевые марши, танцевальная музыка, стилистика рока, современной музыки, русского народного фольклора прозвучит в ином исполнении, который прежде не представлялся в России.